# Маршал Радянського Союзу
Ма́ршал Радя́нського Сою́зу — військове звання в Збройних силах Радянського Союзу, що існувало з 1935 до 1991 рр.
Відповідне звання на флоті — Адмірал флоту Радянського Союзу.

## Історія військового звання Маршал Радянського Союзу

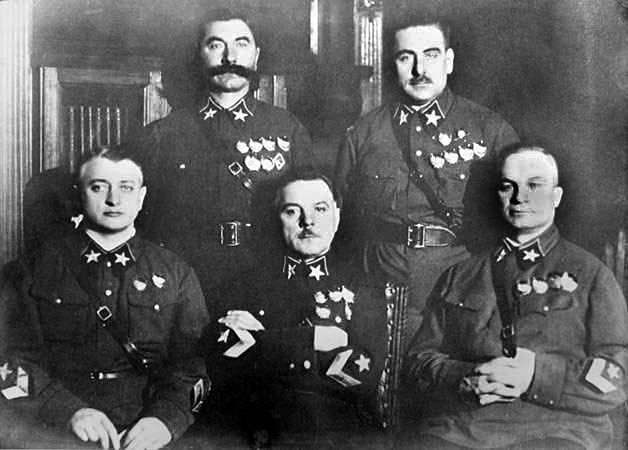
Перші п'ять маршалів СРСР: Тухачевський М.М., Ворошилов К.Є., Єгоров О.І. (сидять), Будьонний С.М. і Блюхер В.К. (стоять)

Перше присвоєння військового звання Маршал Радянського Союзу відбулося 20 листопада 1935 року, коли вищого військового звання були удостоєні нарком оборони К. Є. Ворошилов, начальник Генерального штабу О. І. Єгоров та три вищих військових лідери М. М. Тухачевський, В. К. Блюхер і С. М. Будьонний. В період 1937–1938 двох з п'яти перших маршалів було засуджено та розстріляно, а Блюхер помер під час слідства.
Всього у 1935–1991 роках звання Маршала Радянського Союзу присвоювалося 41 раз, з них 36 — професійним військовим, 4 — політичним діячам, що займали військові пости (Сталін, Берія, Булганін і Брежнєв); до «політичних маршалів» можна віднести також Д. Ф. Устинова.
Останнє присвоєння військового звання Маршала Радянського Союзу відбулося 28 квітня 1990 року, коли це звання було присвоєне Міністру оборони СРСР генералу армії Язову Дмитру Тимофійовичу. Після невдалої спроби державного перевороту 19 серпня 1991 року Маршал Радянського Союзу Язов був заарештований та знятий с посади. Радник Президента СРСР М. С. Горбачова Маршал Радянського Союзу Ахромеєв С. Ф. після провалу путчу покінчив з собою 24 серпня 1991 року.

## Знаки розрізнення
- На формі зразка 1935 року:

Велика золота зірка на шинельних петлицях — діаметр 6 см, на петлицях френча і гімнастерки — діаметр 5 см. Вишивка суцільна опукла, всі зовнішні краї облямовані перпендикулярною вишивкою тонкими нитками, а середина вишита товстими нитками, що йдуть з центру променями у всі кінці зірки.
Колір петлиць — червоний. На рукавах — велика золота зірка: на шинелі — діаметр 6 см, на френчі і гімнастерці — діаметр 5 см, один косинець з широкого золотого галуну і один косинець з червоного сукна.
- На формі зразка 1940 року:

Велика золота зірка на червоних петлицях, з нижнього кута петлиці вишиті золотою ниткою лаврові гілки з серпом і молотом в центрі. На рукавах — велика золота зірка, облямована червоним кантом, і один косинець з червоного сукна, посередині якого вишитий узор, а по обидві сторони — золоте шиття з червоною окантовкою.

- На формі зразка 1943 року:

15 січня 1943 року введені знаки розрізнення на погонах: одна велика зірка діаметром 50 мм. Невідомо, чи носилися такі погони насправді, оскільки вже 6 лютого 1943 року знаки розрізнення маршалів були знову змінені: до великої зірки додався розташований по вертикальній осі погона герб СРСР. З того часу аж до скасування звання погони Маршалів не змінювалися.
Крім того, після 1943 року Маршали Радянського Союзу мали особливий мундир, який відрізнявся від загального генеральського; найпомітнішою і стійкішою відмінною рисою його був узор з дубових листів (а не лаврових гілок) на передній частині коміра; такий же узор був і на обшлагу рукавів. Ця деталь зберігалася на мундирах зразка 1943, 1945 і 1955 років. Також козирки маршальських кашкетів були кольоровими, а не чорними або матер'яними, як у генералів.
З 1940 року особливим знаком розрізнення Маршала Радянського Союзу стає, платинова з діамантами «Маршальська Зірка», що носилася на шиї, зразок якої не змінювався аж до скасування звання в 1991 році. За статусом цей знак був багато в чому аналогічний статусу маршальського жезла в західноєвропейських арміях.

Знаки розрізнення в петлицях (1935–1940)
Знаки розрізнення в петлицях (1940–1943)
Нарукавні знаки розрізнення (1940–1943)
Погон Маршала Радянського Союзу з 1943 по 1955
Погон Маршала Радянського Союзу після 1955 року

## Список Маршалів Радянського Союзу
1. Ворошилов Климент Єфремович (20 листопада 1935)
2. Тухачевський Михайло Миколайович (20 листопада 1935) (11 червня 1937 позбавлений звання і 12 червня 1937 року розстріляний, посмертно відновлений у званні та реабілітований 31 січня 1957)
3. Будьонний Семен Михайлович (20 листопада 1935)
4. Єгоров Олександр Ілліч (20 листопада 1935) (розстріляний 23 лютого 1939, 14 березня 1956 реабілітований)
5. Блюхер Василь Костянтинович (20 листопада 1935) (маючи звання маршала, 9 листопада 1938 помер під час слідства у Лефортовскій тюрмі)
6. Тимошенко Семен Костянтинович (7 травня 1940)
7. Кулик Григорій Іванович (7 травня) 1940 (позбавлений звання 19 лютого 1942, посмертно відновлений у званні 28 вересня 1957)
8. Шапошников Борис Михайлович (7 травня 1940)

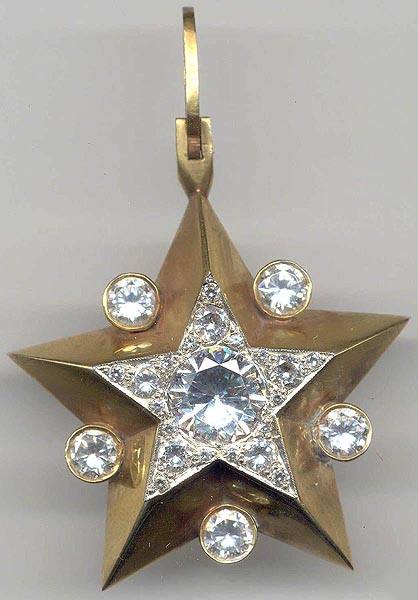
Маршальська Зірка Маршала Радянського Союзу (великого типу)

1. Жуков Георгій Костянтинович (18 січня 1943)
2. Василевський Олександр Михайлович (16 лютого 1943)
3. Сталін Йосип Віссаріонович (6 березня 1943), Генералісимус Радянського Союзу (27 червня 1945)
4. Конєв Іван Степанович (20 лютого 1944)
5. Говоров Леонід Олександрович (18 червня 1944)
6. Рокоссовський Костянтин Костянтинович (29 червня 1944) (у 1949–1956 Міністр оборони Польщі)
7. Малиновський Родіон Якович (10 вересня 1944)
8. Толбухін Федір Іванович (12 вересня 1944)
9. Мерецков Кирило Панасович (26 жовтня 1944)
10. Берія Лаврентій Павлович (9 липня 1945) (до того з лютого 1941 року — генеральний комісар держбезпеки; позбавлений звання 26 червня 1953); (26 грудня 1953 розстріляний)
11. Соколовський Василь Данилович (3 липня 1946)
12. Булганін Микола Олександрович (3 листопада 1947) (позбавлений звання 26 листопада 1958)
13. Баграмян Іван Христофорович (11 березня 1955)
14. Бірюзов Сергій Семенович (11 березня 1955)
15. Гречко Андрій Антонович (11 березня 1955)
16. Єрьоменко Андрій Іванович (11 березня 1955)
17. Москаленко Кирило Семенович (11 березня 1955)
18. Чуйков Василь Іванович (11 березня 1955)
19. Захаров Матвій Васильович (8 травня 1959)
20. Голиков Пилип Іванович (6 травня 1961)
21. Крилов Микола Іванович (28 травня 1962)
22. Якубовський Іван Гнатович (12 квітня 1967)
23. Батицький Павло Федорович (15 квітня 1968)
24. Кошовий Петро Кирилович (15 квітня 1968)
25. Брежнєв Леонід Ілліч (7 травня 1976)
26. Устинов Дмитро Федорович (30 липня 1976)
27. Куликов Віктор Георгійович (14 січня 1977)
28. Огарков Микола Васильович (14 січня 1977)
29. Соколов Сергій Леонідович (17 лютого 1978)
30. Ахромеєв Сергій Федорович (25 березня 1983)
31. Куркоткін Семен Костянтинович (25 березня 1983)
32. Петров Василь Іванович (25 березня 1983)
33. Язов Дмитро Тимофійович (28 квітня 1990)